# ラ・ギャルド (ヴァール県)
ラ・ギャルド （La Garde）は、フランス、プロヴァンス＝アルプ＝コート・ダジュール地域圏、ヴァール県のコミューン。トゥーロンの東部に位置する。

## 歴史

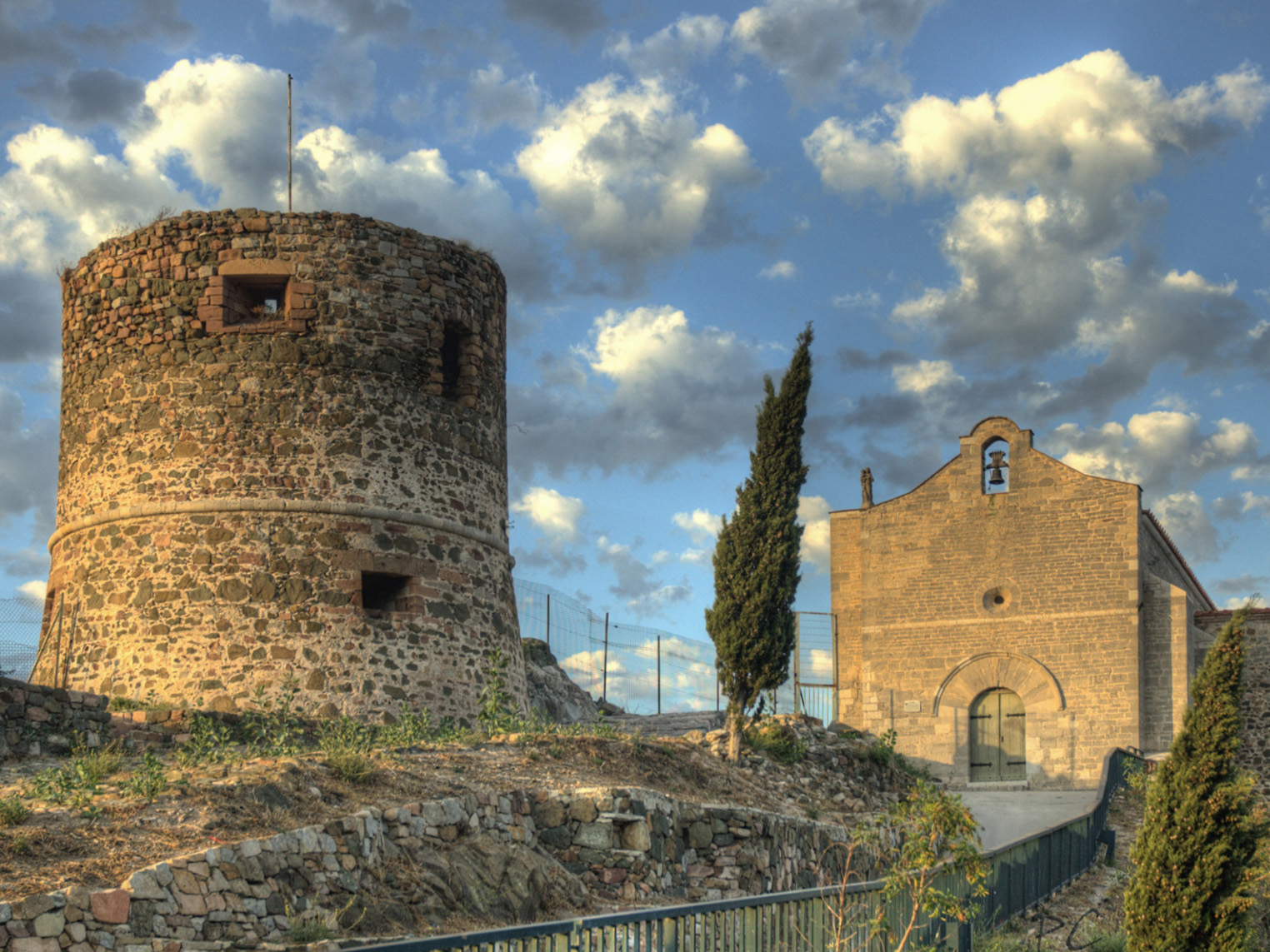
ローマ時代の塔

ラ・ギャルドの位置は古代から地域の展望台の役割を担い、その名は岩にちなんで名づけられた。旧市街の一部は火山性の岩山の上にある。中世、岩の突端には城が築かれていた。
ラ・ギャルドには古代とローマ時代の遺跡がある。1056年当時の名はガルダ（Guarda）であり、城は13世紀にはトゥーロン司教の封土であった。15世紀にはカステラーヌの封土であった。
ラ・ギャルドはユグノー戦争や多くの侵略戦争を経験してきた。ラ・ギャルド・レ・トゥーロン（La Garde lès Toulon）の名であった1707年、サヴォワ軍がラ・ガルドを略奪した。フランス革命で城は破壊され、採石場となった。
かつて豊かな農村地帯であったラ・ギャルドは、現在トゥーロンの郊外都市となった。

## 姉妹都市
- モンテサルキオ、イタリア
- スパ、ベルギー